# プセウドムギル科
プセウドムギル科（学名：Pseudomugilidae）は、トウゴロウイワシ目に所属する魚類の分類群の一つ。3属18種で構成される。本科を総称して、特徴である目の青い光沢から、ブルーアイ（Blue-eye）と呼ばれ、レインボーフィッシュの近縁の科に分類される魚の総称。ニューギニア・オーストラリアの淡水～汽水域に分布する。ブルーアイは、小魚で大体は、5cmにみたない。レインボーフィッシュのように卵は、植生物に産み付けられる。